# Jeløya
Jeløya är en av de större öarna i Oslofjorden vid Moss, Østfold fylke, med en yta på 19,6 kvadratkilometer. På Jeløya bor 11 825 invånare (2017).
Ett smalt näs, genomskuret av en kanal, förbinder Jeløya med Moss. Jeløya är känd för sin vackra natur.
Längs kanalen på Jeløya finns ett flertal industrier samt serviceföretag. Ön har en betydande grönsaksproduktion. På den norra delen av Jeløya finns skogsbruk och jordbruk.
Öns högsta punkt, Rambergåsen, mäter 141 meter över havet.